# Vlaamse verkiezingen 2009/Kandidatenlijsten/N-VA
Dit zijn de kandidatenlijsten van N-VA voor de Vlaamse verkiezingen van 2009. De verkozenen staan vetgedrukt.

## Antwerpen

### Effectieven
1. Bart De Wever
2. Liesbeth Homans
3. Marc Hendrickx
4. Vera Celis
5. Sophie De Wit
6. Koen Dehaen
7. Karolien Huibers
8. Iefke Hendrickx
9. Paul Van Miert
10. Joziena Slegers
11. Dirk Van De Voorde
12. Dirk Smout
13. Eddy Bevers
14. Minneke De Ridder
15. Bob Aerts
16. Harry Debrabandere
17. Kathleen De Wolf
18. Clarisse De Rydt
19. Koen Frederickx
20. Hilde Valgaeren
21. Mieke Vermeyen
22. Arnout De Cuyper
23. Inge Faes
24. Kathelijne Toen
25. Marc Smans
26. Jan Hendrickx
27. Els Baeten
28. Geert Antonio
29. Sarah Driesen
30. Marleen Van Hauteghem
31. Katleen Jorissen-Vantyghem
32. Fred Entbrouxk
33. Kris Van Dijck

### Opvolgers
1. Kris Van Dijck
2. Goedele Vermeiren
3. Frank Boogaerts
4. Liesbeth Loyens-Verstreken
5. Alfons Daems
6. Erik Schiltz
7. Guido Vaganée
8. Cordula Van Winkel
9. Simonne Woestenborghs
10. Erik Jacobs
11. Rita Bellens
12. Barbra Roggeman
13. Tine Van der Vloet
14. Hugo Pas
15. Erica Era
16. Jan Jambon

## Brussels Hoofdstedelijk Gewest

### Effectieven
1. Karl Vanlouwe
2. Sara Rampelberg
3. André Sadones
4. Annie Geeraerts-Den Hondt
5. Jan Bulens
6. Atia Zaka

### Opvolgers
1. Paul De Ridder
2. Linda Mbungu-Dinkueno
3. Erik Pauwels
4. Linda Colombier
5. Christophe Devos
6. Lieve Vranckx

## Limburg

### Effectieven
1. Jan Peumans
2. Lies Jans
3. Walter Bollen
4. Karolien Grosemans
5. Hans Govaerts
6. Marie-Pierre Moulin-Romsee
7. Piet Van Berkel
8. Simonne Janssens-Vanoppen
9. Werner Janssen
10. Ann Baptist
11. Geert Gerits
12. Frieda Neyens
13. Vic Walpot
14. Katja Verheyen
15. Veerle Wouters
16. Peter Luykx

### Opvolgers
1. Steven Vandeput
2. Kim Geybels
3. Mario Knippenberg
4. Anneleen Remans
5. Bart Vandekerckhove
6. Caroline Huygen
7. Toni Fonteyn
8. Guido Hellings
9. Frank Seutens
10. Thésy Leonard
11. Patrick Matthys
12. Sigrid Vandemaele
13. Anita Dekkers
14. Pierke Joosten
15. Annemie Wampers
16. Annette Stulens

## Oost-Vlaanderen

### Effectieven
1. Helga Stevens
2. Lieven Dehandschutter
3. Matthias Diependaele
4. Miranda Van Eetvelde
5. David Geens
6. Jan Haegeman
7. Ingeborg De Meulemeester
8. Erwin Van Heesvelde
9. Frank Van Imschoot
10. Danny Denayer
11. Nadine De Stercke
12. Zsuzsanna Pauwelsné Szécsényi
13. Jan De Cuyper
14. Mia De Brouwer
15. André Segers
16. Filip D'Hose
17. Rik De Vis
18. Dietlinde Bombeke
19. Matthijs Pietrala
20. Gerda Van Den Bulcke
21. Bea Maenhout
22. Monique D'Haenens-Offermans
23. Jaak De Muynck
24. Mario Rottiers
25. Irène Gorrebeeck
26. Elke Sleurs
27. Sarah Smeyers

### Opvolgers
1. Marius Meremans
2. Erna Scheerlinck
3. Jeroen Lemaitre
4. Peter Buysrogge
5. Roland Van Heddegem
6. Sabina De Craecker
7. Peter Dedecker
8. Chantal Thijsman
9. Cleo Callens
10. Gert Robert
11. Yirka Beeckman
12. Marie-Christine Vleminckx
13. Harry Caslo
14. Luc Gees
15. Maria Dhollander
16. Sabine Vermeulen

## Vlaams-Brabant

### Effectieven
1. Mark Demesmaeker
2. Tine Eerlingen
3. Willy Segers
4. Bas Luyten
5. Els Demol
6. Etienne Keymolen
7. Jan Couck
8. Katleen Bury
9. Marleen Van De Wiele
10. Kristien Van Vaerenbergh
11. Guy Uyttersprot
12. Theo Francken
13. Erik Rennen
14. Bart Nevens
15. Elke Van Neyghem
16. Annemie Minten
17. Sonia Van Laere
18. Linda De Dobbeleer-Van Den Eede
19. Marcel Smekens
20. Lieve Maes

### Opvolgers
1. Piet De Bruyn
2. Nadia Sminate
3. Geert De Cuyper
4. Hilde Kaspers
5. Johan Everaerts
6. Renaat Huysmans
7. Lieve De Witte
8. Chris Huon
9. Marleen Van Hassel-De Kegel
10. Astrid Pollers
11. Dirk Van Roey
12. Monique Froment
13. Isabelle Pierreux
14. Marc Vermylen
15. Ben Weyts
16. Jos Verstraeten

## West-Vlaanderen

### Effectieven
1. Geert Bourgeois
2. Danielle Godderis-T'Jonck
3. Luk Hoflack
4. Patrick De Groote
5. Louis Ide
6. Cathy Coudyser
7. Hilde Lefere-Desimpelaere
8. Gudrun Platevoet
9. Marianne Verbeke
10. Eva Vandemeulebroucke
11. Eva Ryde
12. Machteld Vanhee
13. Renaat Vandenbroucke
14. Rik Buyse
15. Gijs Degrande
16. Frederik Vlaminck
17. Hannelore Carlu
18. Rita Mespreuve-Joseph
19. Wim Aernoudt
20. Bert Maertens
21. Manu Beuselinck
22. Els De Rammelaere

### Opvolgers
1. Wilfried Vandaele
2. Daphné Dumery
3. Patricia Strubbe
4. Renaat Vandenbulcke
5. Johan Rollez
6. Danny Van Den Broucke
7. Christine Degrave
8. Katelijn Vermaut-Van Isacker
9. Mia Wyffels
10. Steven De Wulf
11. Ann De Wispelaere-Allemeersch
12. Jan Jacobs
13. Koen Coupillie
14. Veronique Beeuwsaert
15. Rita Gantois
16. Kristof Pillaert